# Liste des évêques d'Oppido Mamertina-Palmi
Cette liste recense les évêques qui se sont succédé sur le siège du diocèse d'Oppido Mamertina fondé au IXe siècle. En mémoire de la collégiale de saint Nicolas de Palmi devenu cocathédrale en 1979, le diocèse ajoute le nom de Palmi pour donner le diocèse d'Oppido Mamertina-Palmi.

## Évêques d'Oppido Mamertina
- Nicola (mentionné en 1053)
- Anonyme (mentionné en 1188)
- Anonyme (évêque élu mentionné en 1271 et en 1272)
- Anonyme (mentionné en 1274 et en 1280)
- Stefano (1294-1301)
- Barnaba Ier (?)
- Gregorio da Gerace (1339- ?)
- Barnaba II, O.S.B.I (1349-1352)
- Nicola (1352- ?)
- Antonio, O.S.B.I (1364- ?)
- Stefano (?)
- Simone (1372-1394)
- Giannino Malatacca (1394-1400)
- Simone Corvo (1400-1423)
- Antonio di Carolei (1423-1429), nommé évêque de Bisignano
- Tommaso Rossi (1429-1429), nommé évêque de Strongoli (it)
- Venturello (1430-1449)
- Girolamo, O.E.S.A (1449-1472)
- Atanasio Calceofilo, O.Cist (1472-1497)
- Troilo Carafa (1497-1501)
- Jaime de Conchillos (1505-1509), évêque de Catane
- Bandinello Sauli (1509-1517)
  - Francesco Armellini Pantalassi de' Medici (1517-1519), administrateur apostolique
  - Alessandro Cesarini (1519-1519), administrateur apostolique
- Girolamo Planca (1519-1534)
- Pietro Andrea Ripanti (1536-1536)
  - Alessandro Cesarini (1536-1538), administrateur apostolique pour la seconde fois
- Ascanio Cesarini (1538-1542)
- Francesco de Noctucis (1542-1548)
- Tommaso Caselli, O.P (1548-1550), nommé évêque de Cava de' Tirreni
- Vincenzo Spinelli (1550-1561)
- Teofilo Galluppi (1561-1567)
- Giovan Mario De Alessandris (1567-1573), nommé évêque de Mileto
- Sigismondo Mangiaruga (1573-1583)
- Andrea Canuto (1583-1605)
- Giulio Ruffo (1605-1609)
- Antonio Cisoni (1609-1629)
- Fabrizio Caracciolo Pisquizi (1630-1631)
- Giovanni Battista Pontano (1632-1662)
- Paolo Diano (1663-1673)
- Vincenzo Ragni, O.S.B (1674-1693)
- Bernardino Plastina, O.M (1694-1697)
- Bisanzio Fili (1698-1707), nommé évêque d'Ostuni
- Giuseppe Placido De Pace, C.O (1707-1709)
  - Siège vacant (1709-1714)
- Giuseppe Maria Perrimezzi, O.M (1714-1734)
- Leone Luca Vita (1734-1747)
- Ferdinando Mandarani (1748-1769)
- Nicolò Spedalieri (1770-1783)
  - Siège vacant (1783-1792)
- Alessandro Tommasini (1792-1818), nommé évêque de Reggio Calabria
- Ignazio Greco (1819-1821)
- Francesco Maria Coppola (1822-1851)
- Michele Caputo, O.P (1852-1858), nommé évêque d'Ariano
- Giuseppe Teta (1859-1875)
- Antonio Maria Curcio (1875-1898)
- Domenico Scopelliti (1898-1919)
- Antonio Galati (1919-1927), nommé évêque de Santa Severina
- Giuseppe Antonio Caruso (1927-1928)
- Giovanni Battista Peruzzo, C.P (1928-1932), nommé évêque d'Agrigente
- Nicola Colangelo (1932-1935), nommé évêque de Nardò
- Nicola Canino (1936-1951)
- Maurizio Raspini (1953-1965)
  - Siège vacant (1965-1979)
- Santo Bergamo (1979-1980)
- Benigno Luigi Papa (it), O.F.M.Cap (1981-1990), nommé évêque de Tarente
- Domenico Crusco (1991-1999), nommé évêque de San Marco Argentano-Scalea
- Luciano Bux (2000-2011)
- Francesco Milito (2012-2023)
- Giuseppe Alberti (2023- )

## Sources
- « Diocese of Oppido Mamertina-Palmi »